# Muzeum Benaki w Atenach
Muzeum Benaki (gr. Μουσείο Μπενάκη) – greckie muzeum sztuki, ufundowane przez Antonisa Benakisa w hołdzie dla jego ojca Emmanuela Benakisa. Muzeum znajduje się w rezydencji rodzinnej Benakisów w Atenach. Kolekcja obejmuje dzieła sztuki od czasów prehistorycznych do współczesności.
W 1931 roku Benakis podarował miastu dom rodzinny wraz z jego kolekcją liczącą ponad 37 tys. przedmiotów sztuki islamskiej i bizantyjskiej. Ponad 9 tys. przedmiotów zostało dodanych w 1970 roku, a w kolejnych latach muzeum wzbogaciło się o kolejne 60 tys. zabytków kultury: pism, książek, przedmiotów codziennego użytku, rzeźb i obrazów, głównie sztuki greckiej, bizantyjskiej i świata islamu.

## Galeria

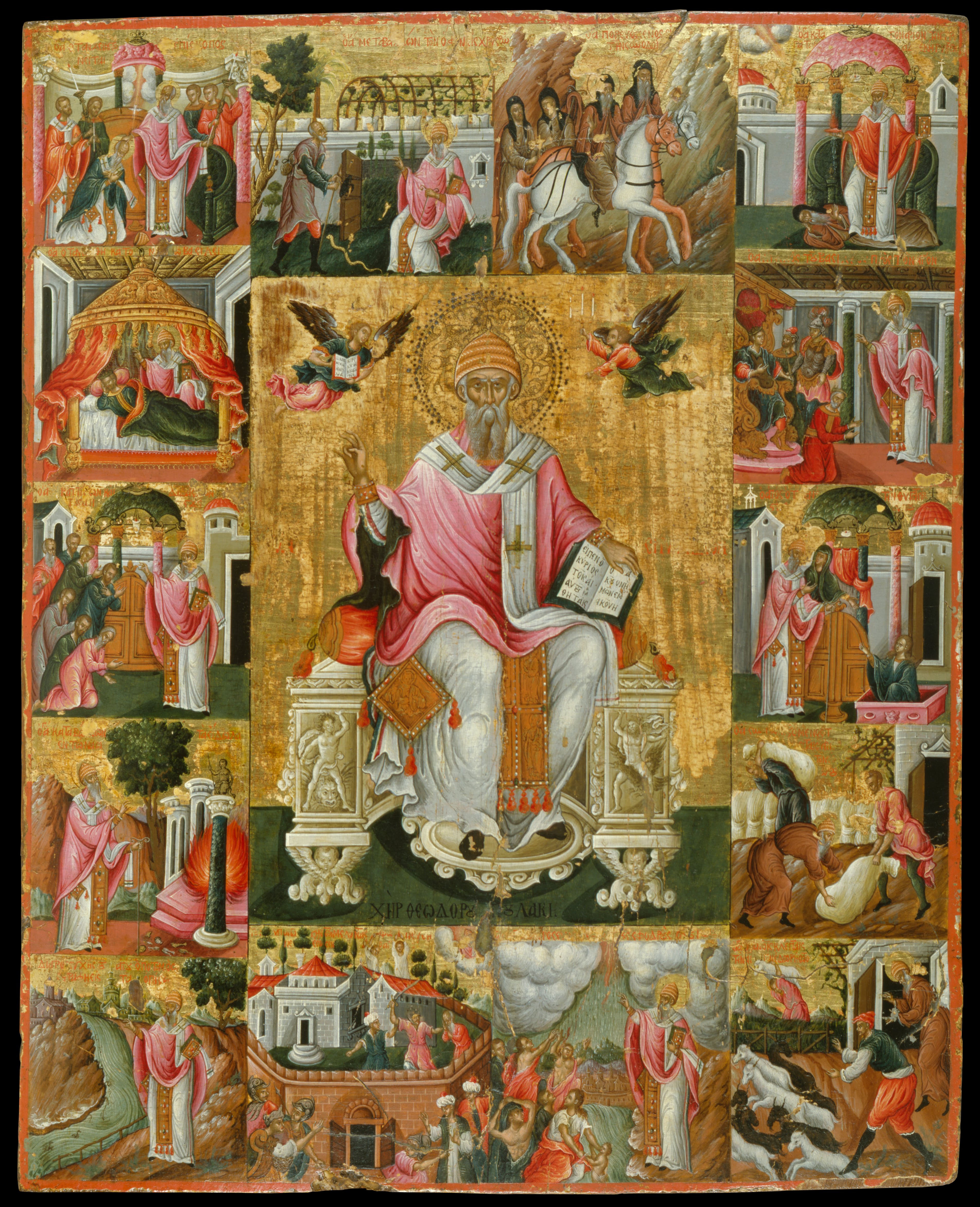
Theodoros Poulakis, Sceny z życia Św. Spyridona,
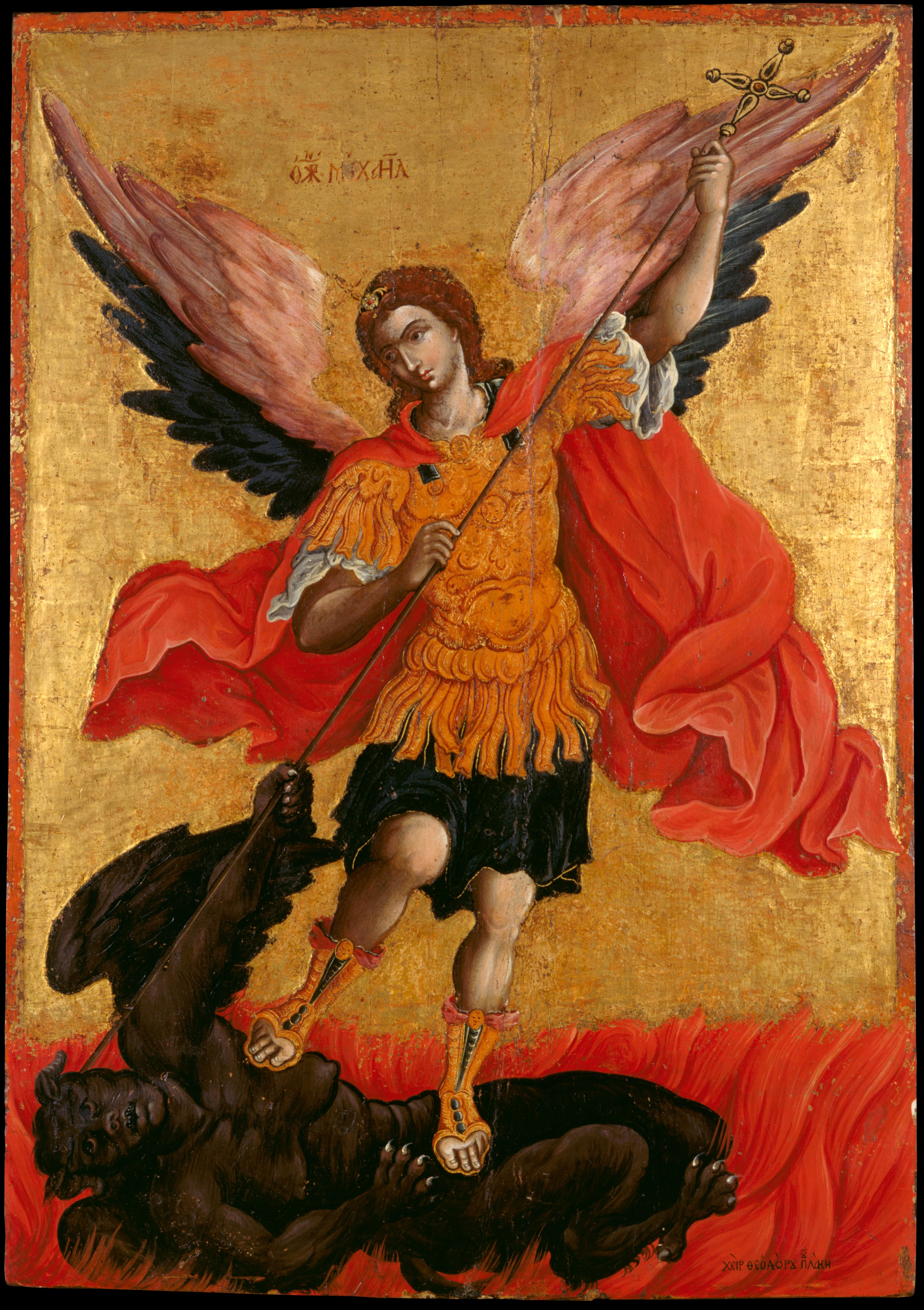
Theodoros Poulakis, Archanioł Michał
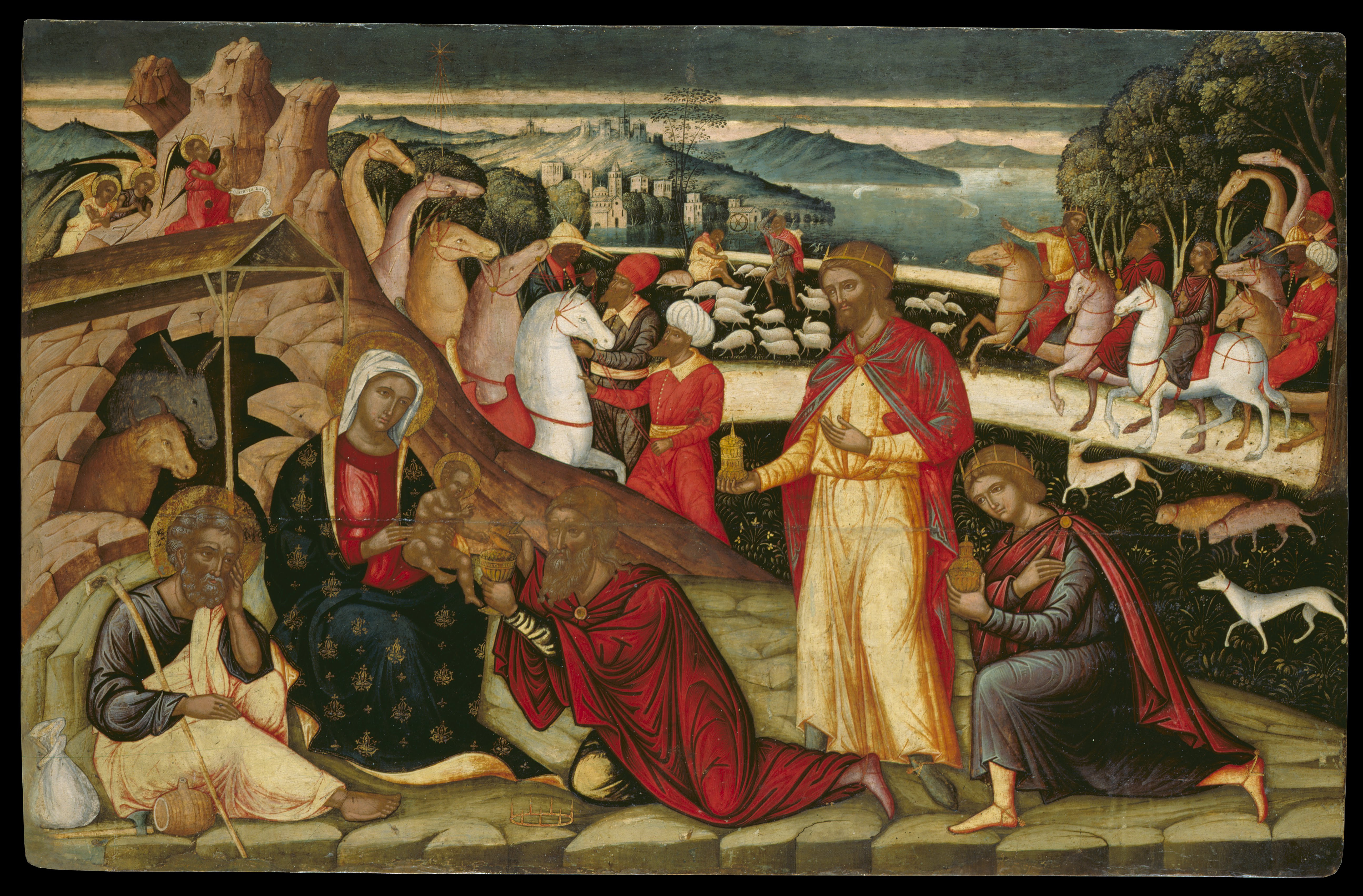
Ioannis Permeniatis, Adoracja przez magów
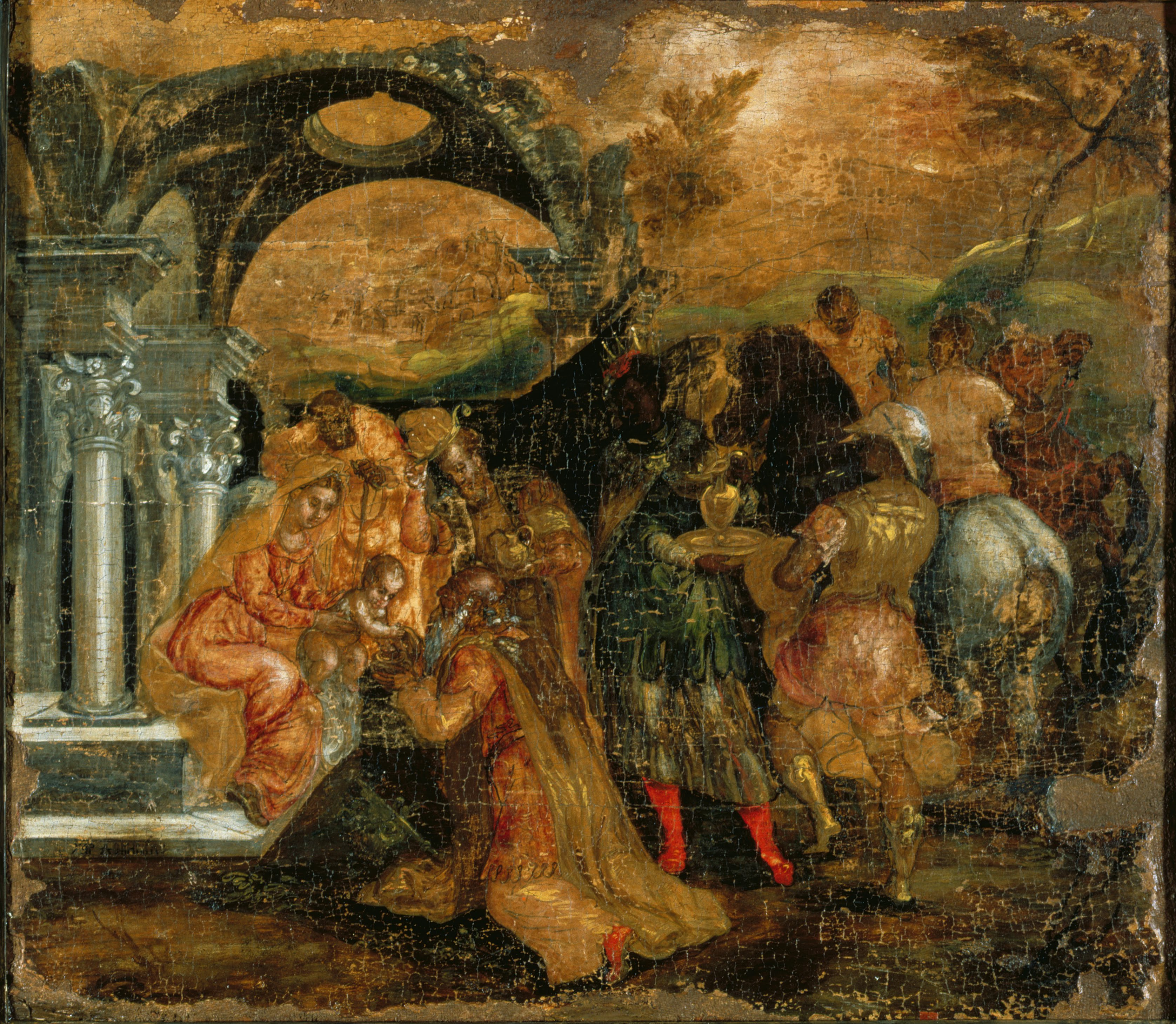
El Greco, Pokłon Trzech Króli
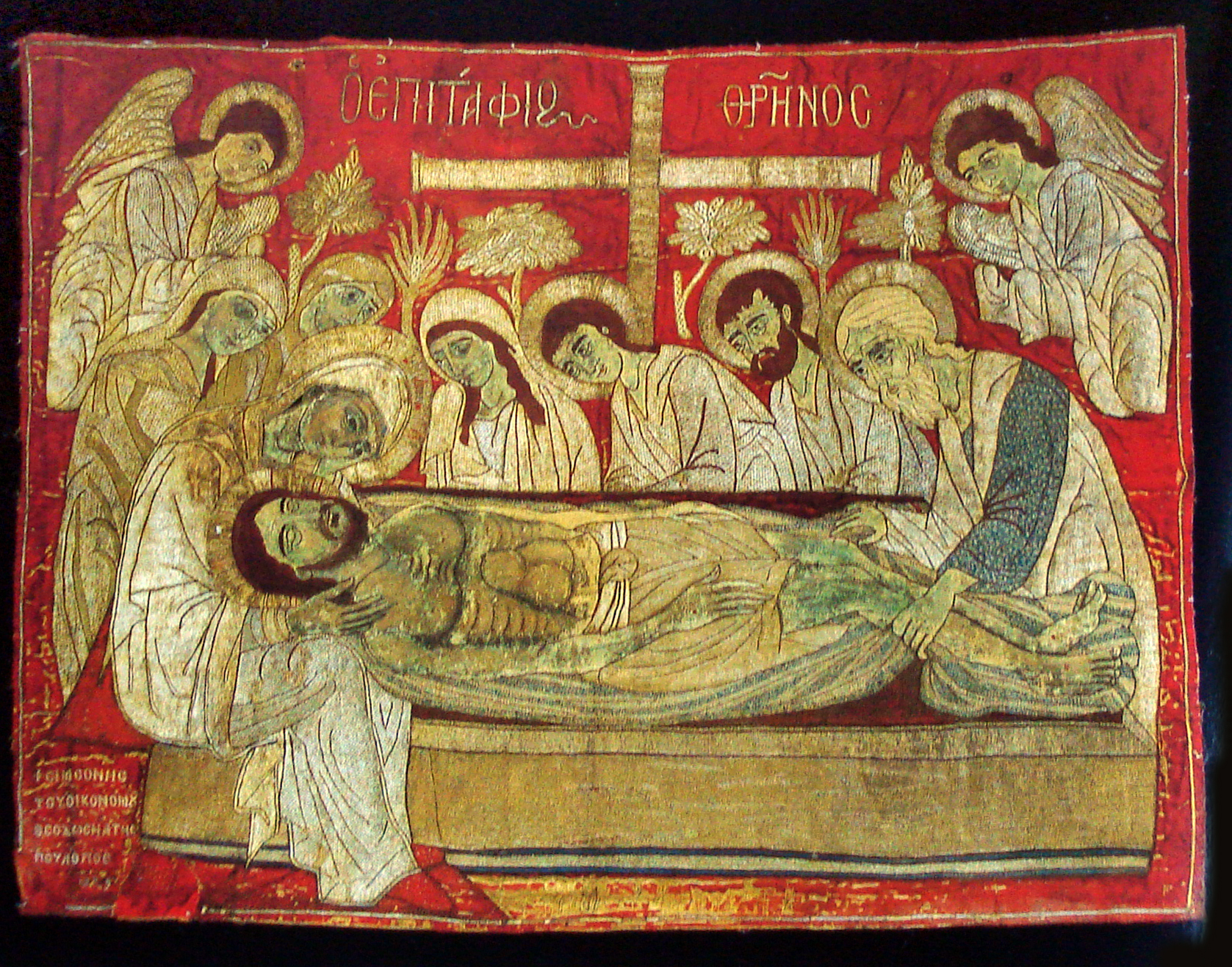
Theodosia Poulopos, Płaszczenica (Epitafios), 1599
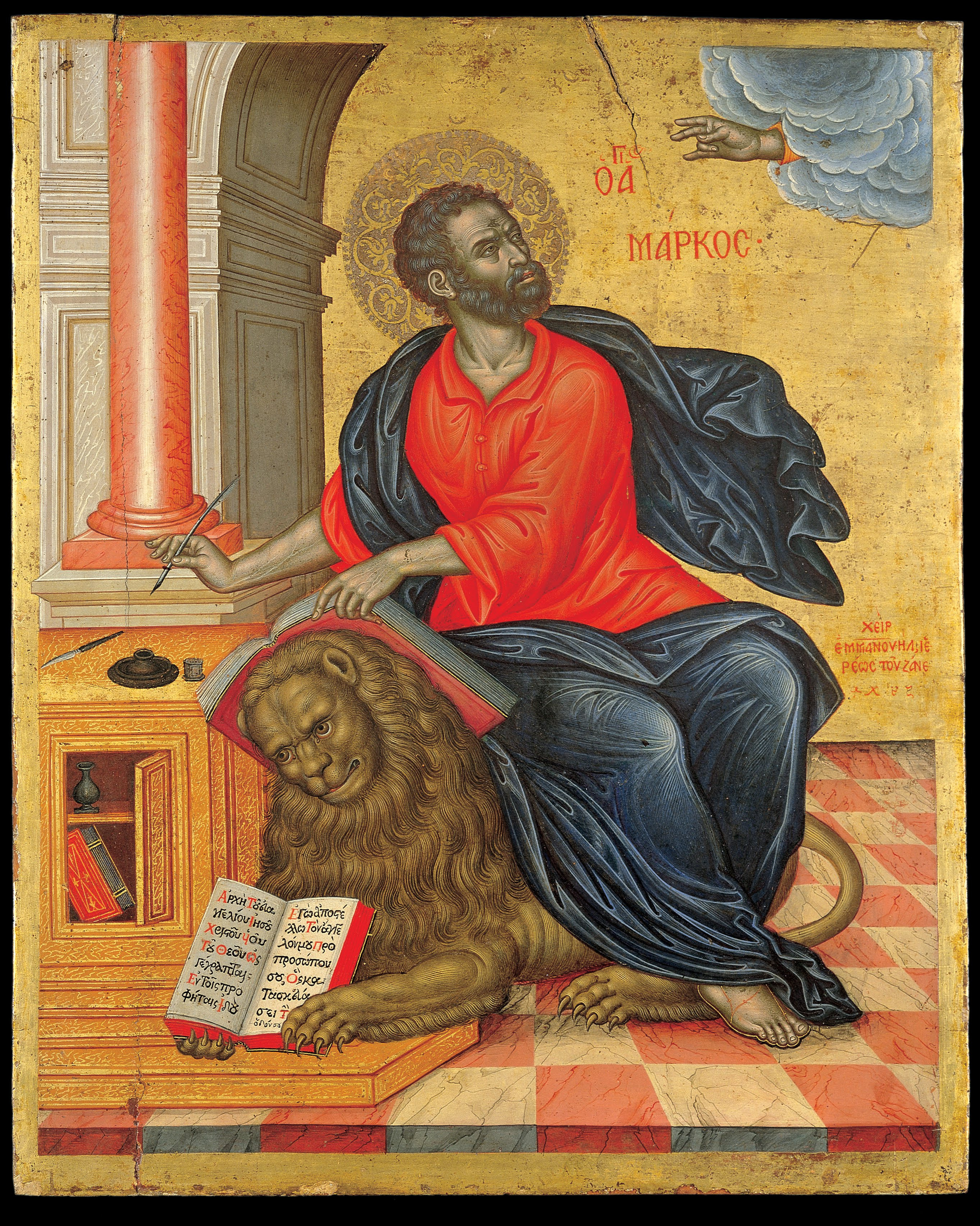
Emmanuel Tzanes, Św. Marek, 1657
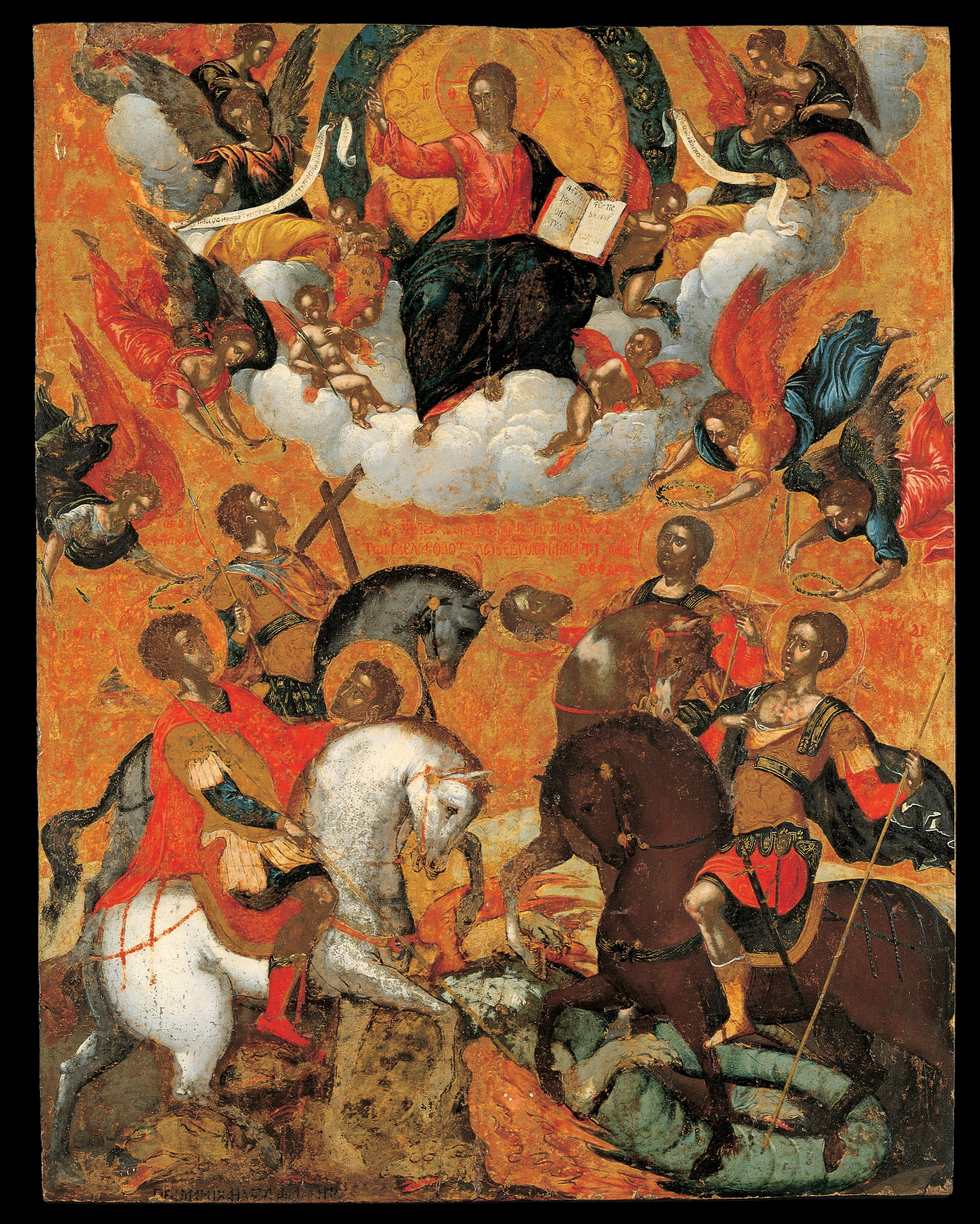
Michail Damaskinos, Czterech świętych wojowników
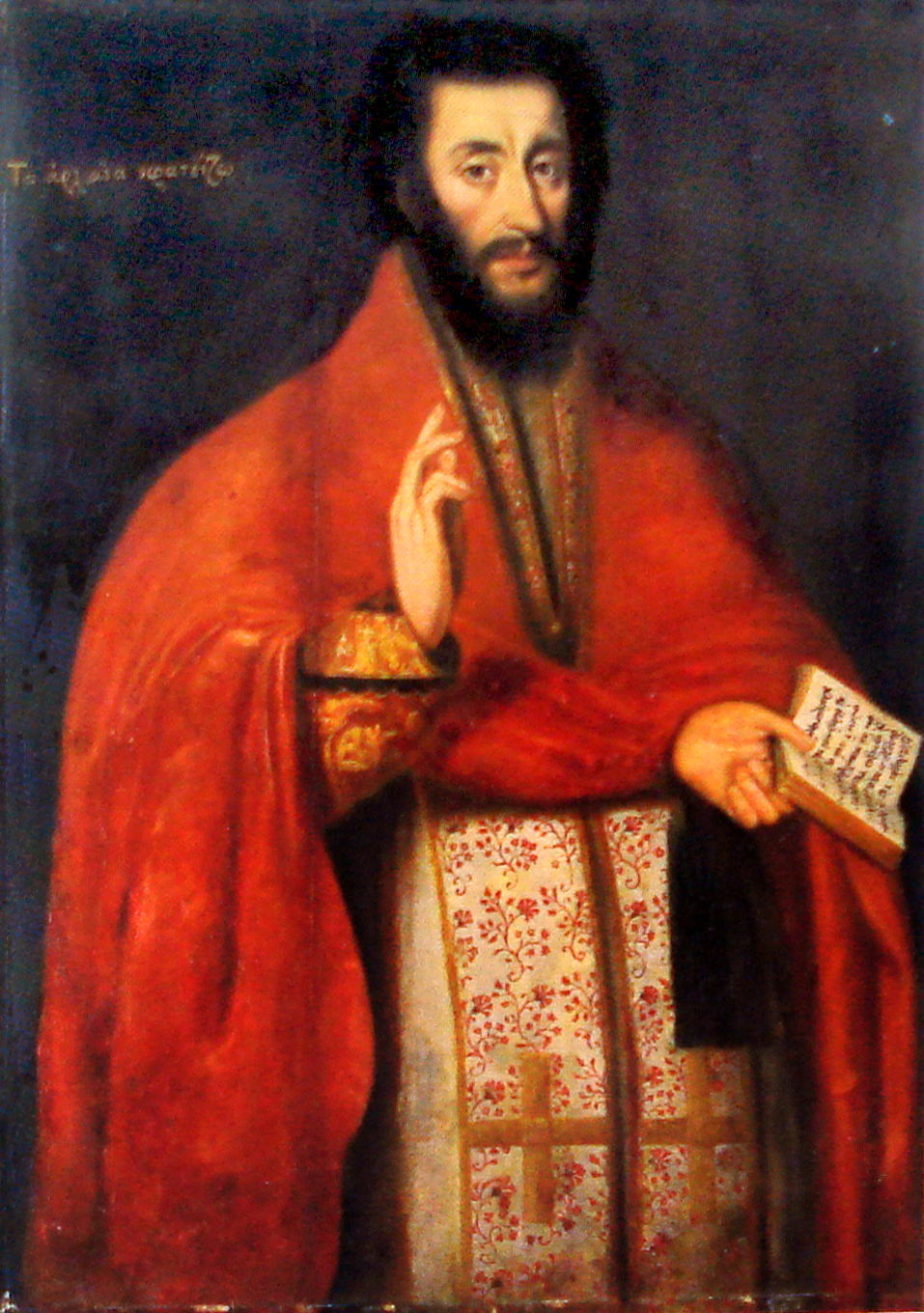
Nikolaos Kantounis, Grecki duchowny
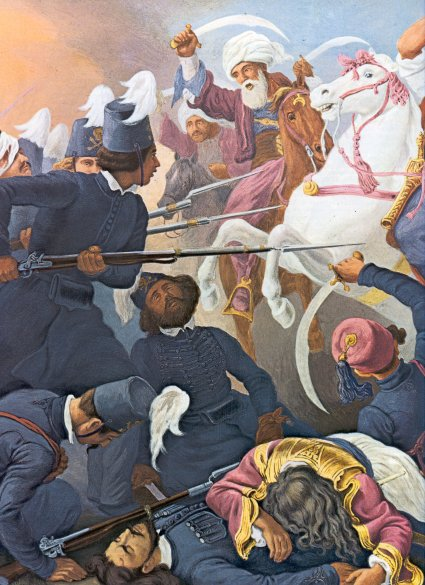
Peter von Hess, „Święte oddziały” w bitwie pod Drăgășani
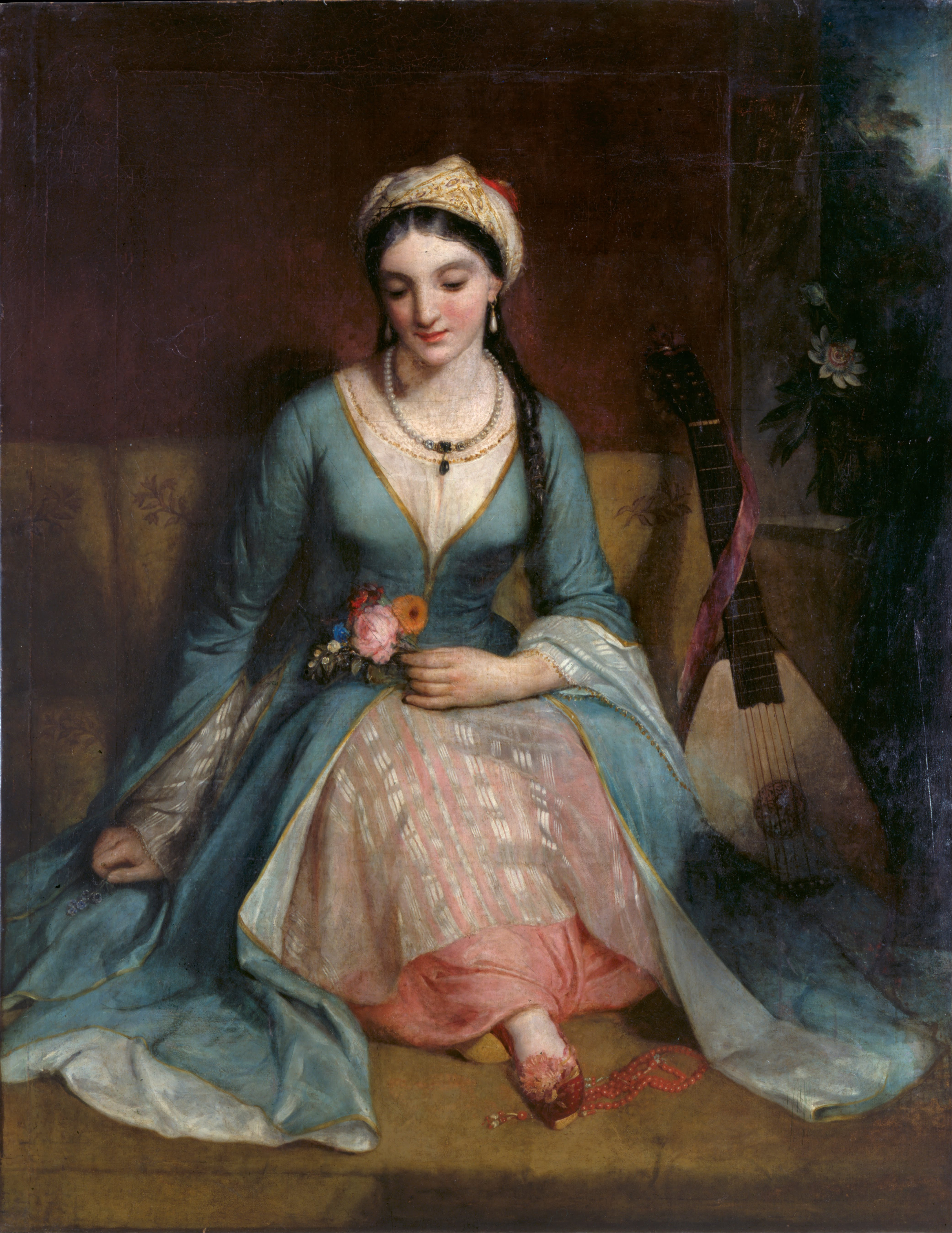
Henry Pickersgill, Młoda Greczynka, 1829
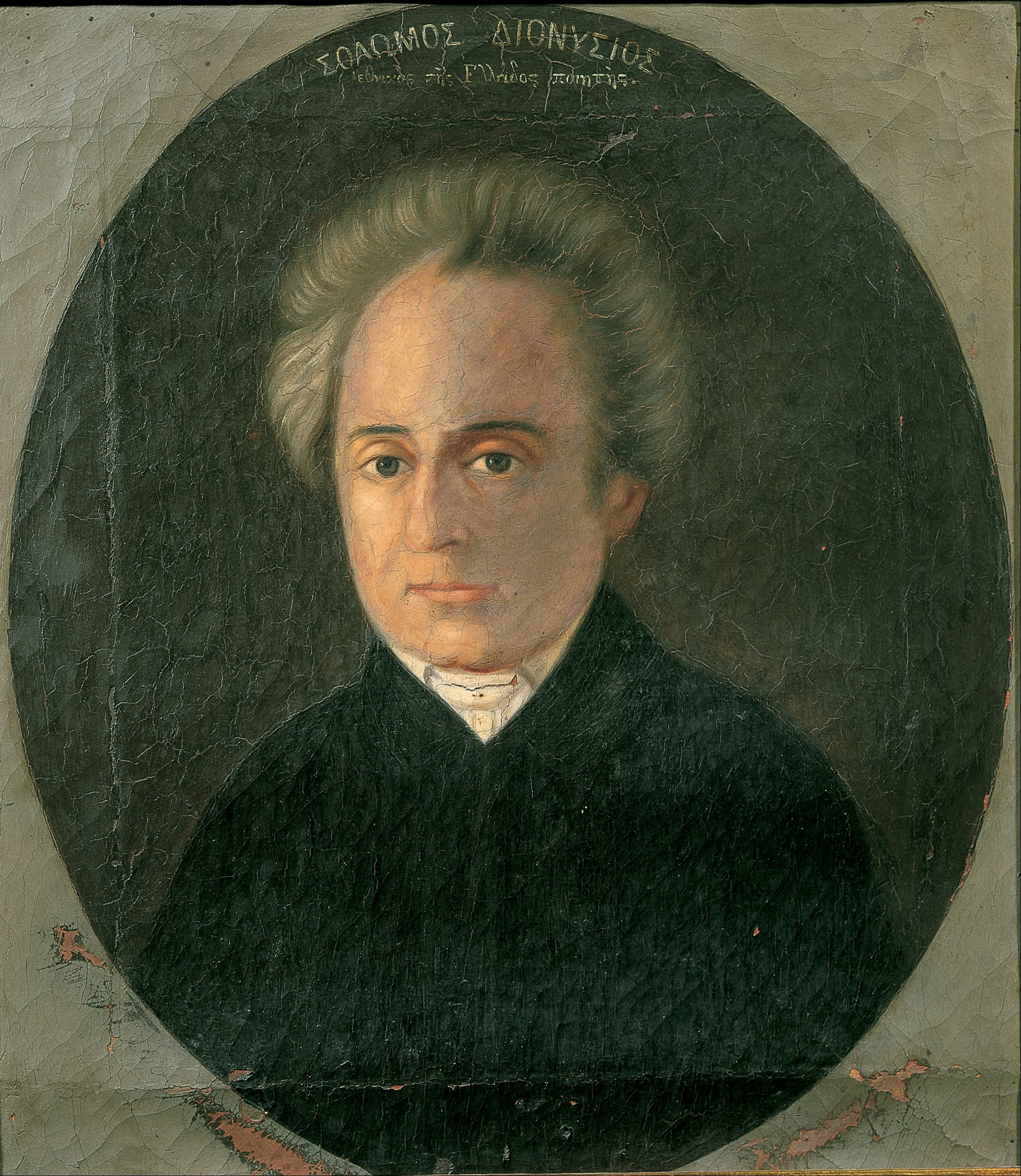
Dionysios Solomos, Nieznany artysta
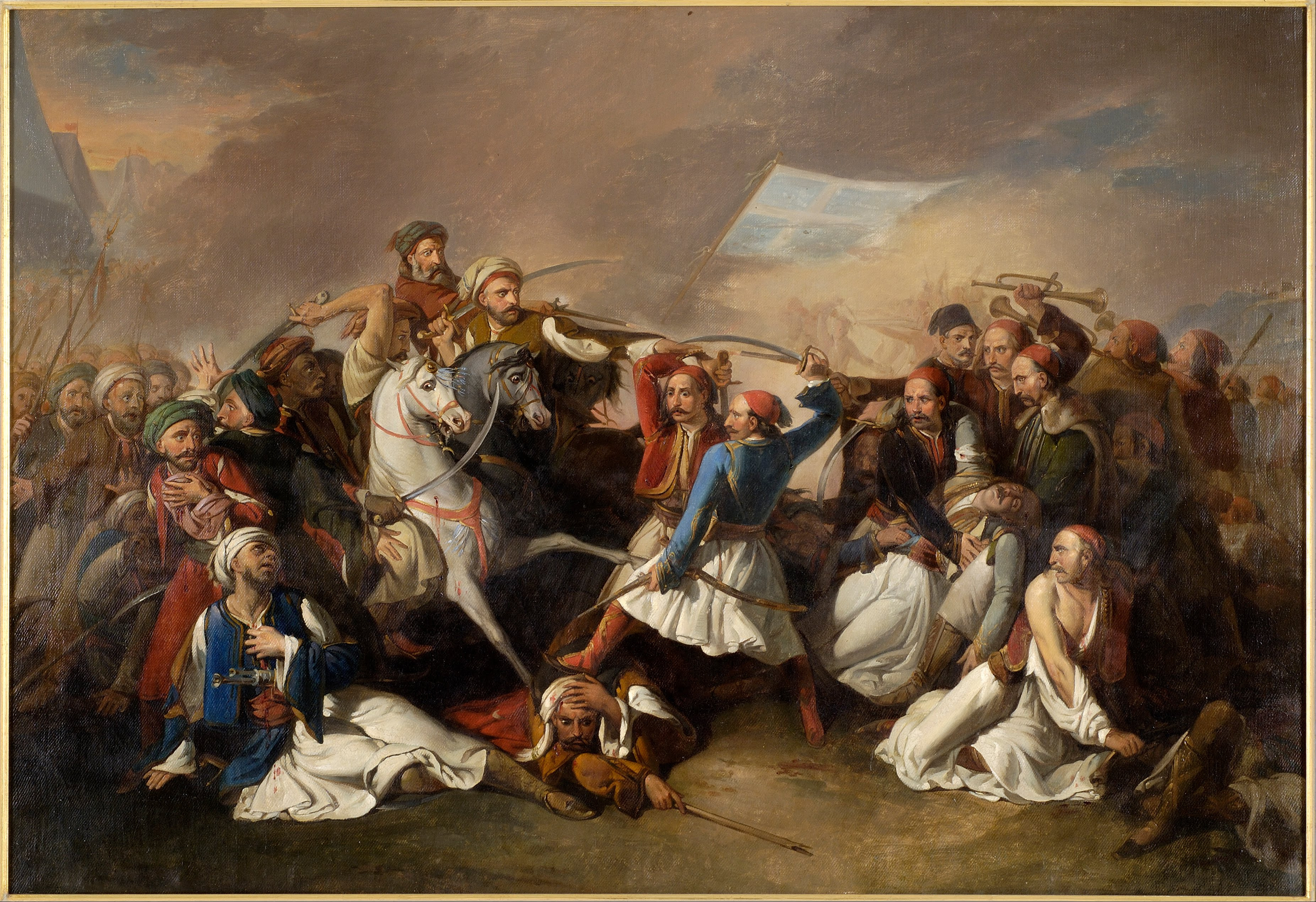
Marsigli Filippo, Śmierć Markosa Botsarisa
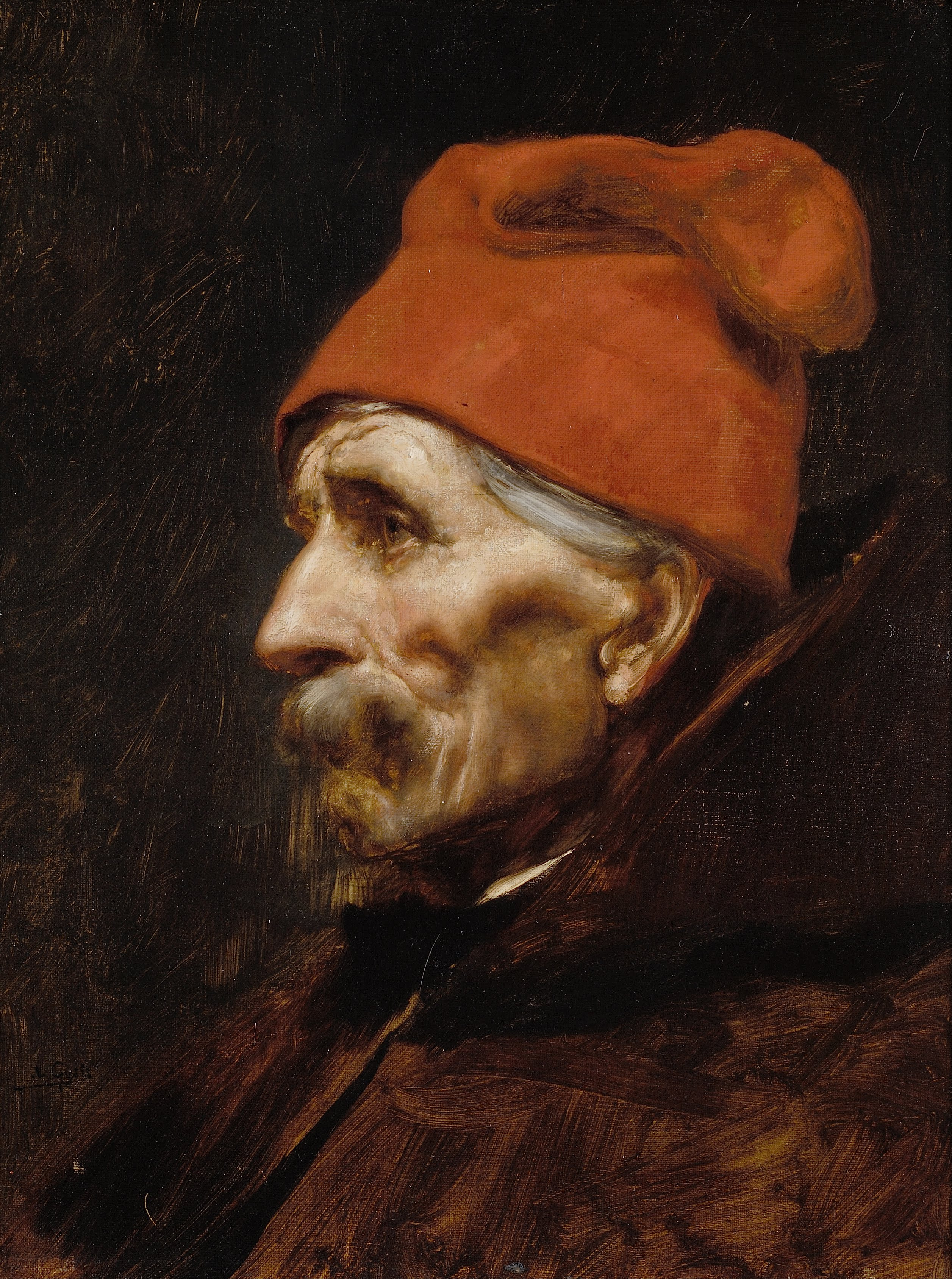
Nikolaos Jizis, Stary mężczyzna w czerwonym fezie
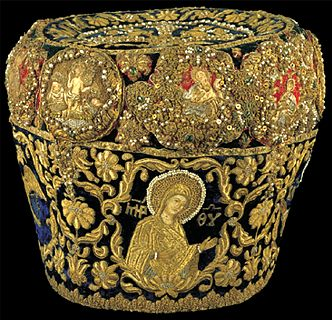
Mitra z 1715 r.